# Valle del Vò
La Valle del Vò è una diramazione occidentale della Val di Scalve che inizia nella frazione di Ronco nel comune di Schilpario, in provincia di Bergamo, nelle Prealpi Orobie.

## Descrizione
La valle è percorsa dal torrente Vò, dal quale ne prende il nome.
La coronano il Monte Bognaviso (2287 m), il Pizzo Tornello (2687 m) ed il Monte Demignone (2586 m), montagne verdi che tuttora mantengono una natura incontaminata, e termina al Passo del Vo.
È percorsa da un'antica mulattiera, utilizzata per raggiungere un forno di fusione del minerale (del quale rimane traccia). La Val di Scalve, per secoli, sviluppò il lavoro in miniera che diede ferro già ai tempi dei Romani.
Ancora oggi i resti delle Baite del Brusa sono la testimoniare di un villaggio abitato in passato dai minatori.
La mulattiera che la percorre, è il tratto finale della Via dei contrabbandieri, che da Ponte Frera (1373 m) conduceva a Ronco di Schilpario, riedificata dalle donne scalvine in tempo di guerra.
La vegetazione alterna boschi di abete rosso, pino mugo, ontani e noccioli. La fauna è ricca di camosci.
Risalendo la mulattiera si incrociano: la Baita del Venano di sotto (1542 m), la Baita del Venano di mezzo (1679 m) e la Baita di Venano di sopra (1859 m) dislocate nell'alpeggio dal quale prendono il nome, mentre il Rifugio Nani Tagliaferri (2328 m) è situato nell'estremità settentrionale della valle.
Di interesse è la cascata del Vò che, durante il periodo invernale, ghiacciando diventa palestra meta apprezzata per gli arrampicatori.